# 峨口镇
峨口镇，是中华人民共和国山西省忻州市代县下辖的一个乡镇级行政单位。

## 行政区划
峨口镇下辖以下地区：
峨口铁矿社区、峨西村、郝街村、楼街村、沟子村、兴圣村、佛光庄村、上木角村、下木角村、上高陵村、下高陵村、南留属新村、南留属旧村、东滩上村、东下社村、正下社村、西下社村、富村下新街村、富村前街村、富村下园街村和富村麻黄街村。